# Netelia lineolata
Netelia lineolata là một loài tò vò trong họ Ichneumonidae.